# 斯文·鲁斯
斯文·鲁斯（荷蘭語：Sven Roes，1999年11月26日—），荷兰男子短道速滑运动员，2020年欧洲短道速滑锦标赛男子5000米接力银牌得主、2022年世界短道速滑锦标赛男子5000米接力银牌得主。